# ヴァンサン・ランドン
ヴァンサン・ランドン（Vincent Lindon, 1959年7月15日 - ）は、フランス・オー＝ド＝セーヌ県ブローニュ＝ビヤンクール出身の俳優。

## 来歴
アラン・レネの『アメリカの伯父さん』に衣装アシスタントとして参加。後に渡米し、帰国後はフランスのル・マタン紙の記者として働きながら、俳優を志すようになる。

## キャリア
1983年、『Le Faucon』で映画デビューを果たし、その後多くの映画に出演する。
これまで、セザール賞の主演男優賞に1992年『女と男の危機』、1999年『Ma petite entreprise』、2007年『Ceux qui restent』、2009年『君を想って海をゆく』、2012年『母の身終い』の5度ノミネートされていた。
2015年、自身の出演作『シャンボンの背中』『母の身終い』で監督をしたステファヌ・ブリゼ監督作『ティエリー・トグルドーの憂鬱』で第68回カンヌ国際映画祭コンペティション部門に出品され、自身が男優賞を受賞する。翌年の第41回セザール賞でも、6度目のノミネートで自身初となる主演男優賞を受賞。2021年の第74回カンヌ国際映画祭では、出演作『TITANE/チタン』が最高賞に当たるパルム・ドールを受賞した。

## 私生活
カロリーヌ・ド・モナコと交際した時期があったが、1998年に俳優サンドリーヌ・キベルランと結婚し、一女をもうけたが、2008年に離婚。
その後、キアラ・マストロヤンニやオーレ・アティカと交際していた。

## 主な出演作品
- 1985：復讐のビッグガン Parole de flic（日本では劇場未公開）
- 1986：ハーフムーン・ストリート Half Moon Street
- 1987：ア・マン・イン・ラブ Un homme amoureux
- 1988：僕と一緒に幾日か Quelques jours avec moi
- 1988：スチューデント L'Étudiante
- 1990：夏の月夜は御用心 Il y a des jours... et des lunes（日本では劇場未公開）
- 1990：ガスパール/君と過ごした季節（とき） Gaspard et Robinson
- 1990：セ・ラ・ヴィ La Baule-les-pins
- 1992：女と男の危機 La Crise
- 1996：美しき緑の星 La Belle verte
- 1998：パパラッチ Paparazzi
- 1998：肉体の学校 L'École de la chair
- 1999：Ma petite entreprise
- 2001：女はみんな生きている Chaos
- 2005：髭を剃る男 La Moustache（日本では劇場未公開。第13回フランス映画祭横浜2005で上映）
- 2005：チャーリーとパパの飛行機 L'Avion
- 2007：Ceux qui restent
- 2008：すべて彼女のために Pour elle
- 2009：君を想って海をゆく Welcome
- 2009：シャンボンの背中 Mademoiselle Chambon
- 2012：博士と私の危険な関係 Augustine
- 2012：母の身終い Quelques heures de printemps
- 2014：友よ、さらばと言おう Mea culpa
- 2015：ティエリー・トグルドーの憂鬱　La Loi du Marché
- 2015：リトルプリンス 星の王子さまと私　Le Petit Prince
- 2015：あるメイドの密かな欲望　Journal d'une femme de chambre
- 2017：ロダン カミーユと永遠のアトリエ Rodin　オーギュスト・ロダン役
- 2019：カサノバ 〜最期の恋〜 Dernier amour ジャコモ・カサノバ役
- 2021：TITANE/チタン Titane ヴィンセント役